# 4502 Elizabethann
4502 Elizabethann (1989 KG) là một tiểu hành tinh vành đai chính được phát hiện ngày 29 tháng 5 năm 1989 bởi Henry Holt ở Palomar.